# WINS (AM)
WINS (1010 kHz), conocida popularmente como "Ten-Ten Wins", es una radiofórmula informativa de Nueva York, adquirida por CBS Radio. Los estudios de WINS están ubicados en las dependencias de CBS Radio en 345 Hudson Street en el sector TriBeCa en Manhattan, y sus transmisores están localizados en Lyndhurst, Nueva Jersey.
WINS es una de las radiofórmulas informativas más antiguas del país, transmitiendo en ese formato ininterrumpidamente desde 1965.

## Historia
La estación comenzó a transmitir durante 1924 en 950 kHz bajo la sigla WGBS, llamada así como referencia a su propietario, la tienda departamental Gimbel's. Se trasladó a 860 kHz en 1927, y al 600 alrededor de 1930, estableciéndose en el 1180 alrededor de 1931. Fue adquirida por William Randolph Hearst en 1932, y en 1934 adoptó su actual sigla (haciendo referencia al International News Service de Hearst). Cambió su frecuencia del 1180 al 1000 el 29 de marzo de 1941, y posteriormente al 1010 el 30 de octubre de 1943. Crosley Broadcasting Corporation, con sede en Cincinnati, compró la emisora en 1946.

### Rock and roll
Crosley vendió la estación en 1953 a Gotham Broadcasting Corporation, y WINS se convirtió en una de las primeras radioemisoras en tocar rock and roll. Entre sus primeras y famosas personalidades estaban los disc jockeys Alan Freed y Murray Kaufman. El presentador deportivo Les Keiter ejerció como director de deportes durante un período en los años 50.
A inicios de los años 60 WINS enfrentó una dura competencia por el público ávido de rock and roll con otras tres estaciones: WMCA, WMGM y WABC. La competencia continuó después de que WINS fuera adquirida por Westinghouse Electric Corporation en 1962. Pero para 1963, WMCA se estableció como la estación más popular de Nueva York. WINS vio decaer sus audiencias entre 1963 y 1965.
La última canción tocada en WINS antes de que se convirtiera en una estación de noticias fue "Out in the Streets", de The Shangri-Las, el 18 de abril de 1965, alrededor de las 8 p. m.

### "All News, All the Time"
El 19 de abril de 1965, luego de semanas de especulación, WINS cambió su formato radicalmente. La estación se convirtió en una de las primeras en Estados Unidos en transmitir sólo noticias. WINS inmediatamente estableció una marca para su formato con el efecto sonoro de un teletipo como identificación sonando en el fondo (algunas otras estaciones posteriormente eliminaron ese efecto, pero WINS aún lo mantiene), y los eslóganes "All News, All the Time" (Todas las noticias, todo el tiempo), "The Newswatch Never Stops" (Las noticias nunca se detienen), "Listen 2, 3, 4 times a day" (escuche 2, 3, 4 veces al día) y "You give us 22 minutes, we'll give you the world" (Nos da 22 minutos, nosotros les damos el mundo). El último eslogan es una referencia al formato horario de WINS, con titulares cada veinte minutos.
El formato se ha mantenido sin mayores cambios a lo largo de los años. Actualmente, WINS programa reportes de tránsito provenientes de Metro Traffic cada diez minutos (seis veces cada hora), actualizaciones deportivas cada cuarto de hora (dos veces a la hora en punto, una a los 15 minutos y otra a los 45), reportes del tiempo de AccuWeather como máximo doce veces cada hora (aproximadamente cada quatro a seis minutos y tres reportes de previsión de 4 días a los minutos 12, 32 y 52), noticias de entretenimiento una vez a la hora (en el minuto 38) y noticias de economía dos veces a la hora (minutos 26 y 56). Cuando ocurren informaciones de último minuto, WINS abandona su tradicional formato para entregar cobertura continua del evento.
En 1995 Westinghouse Electric adquirió CBS, una movida que convirtió a WINS en estación hermana de su eterno rival, WCBS. En su principio se especuló un posible abandono del formato de noticias por parte de WINS, pero las diferencias entre ambas estaciones impidieron dicha situación. Los índices de audiencia de WINS son mejores dentro de la Ciudad de Nueva York, mientras que la audiencia de WCBS es mayor en los suburbios, debido principalmente a su potentísima señal, que puede ser escuchada hasta 700 millas fuera de Nueva York durante la madrugada.

### Influencia
El cambio de WINS al formato de "sólo noticias" fue inicialmente visto como una pésima elección programática. Varios años antes, las estaciones WAVA en Washington D. C. y WNUS en Chicago utilizaron este formato sin buenos resultados. Sin embargo, Westinghouse Broadcasting apoyó el formato y WINS eventualmente prosperó. La empresa hizo el mismo cambio de formato en otras 2 estaciones: KYW en Filadelfia, en septiembre de 1965; y KFWB en Los Ángeles, en marzo de 1968. Juntas, WINS, KFWB y KYW sirvieron como el prototipo para las radioemisoras del formato "sólo noticias", y las tres lograron ser exitosas tanto en audiencias como en ingresos por publicidad.